# Racing Destruction Set
Racing Destruction Set is een computerspel dat werd uitgegeven door Electronic Arts. Het spel kwam in 1985 uit voor de Commodore 64 en de Atari (8 bit). Het speelveld wordt isometrisch weergegeven. Het spel komt met 50 tracks en een editor waar zelf racebanen mee gemaakt kunnen worden. Nadat de baan klaar is kan hierover geracet worden met zelf gekozen auto. Elke auto heeft zijn eigen unieke eigenschappen. Hiernaast kan een auto worden uitgerust met bijvoorbeeld landmijnen en olieslicks. 

## Platforms
- Atari 8-bit (1985)
- Commodore 64 (1985)